# 塩銀杏
塩銀杏（英：Salted Gingko Nuts）は、秋吉敏子＝ルー・タバキンビッグバンドのアルバムである。

## 収録曲
全て穐吉敏子の作編曲である。
1. エルーシヴ・ドリーム (Elusive Dream)  - 7分36秒
2. レイジー・デイ (Lazy Day)  - 6分21秒
3. チェイシング・アフター・ラヴ (Chasing after Love)  - 6分53秒
4. 塩銀杏 (Salted Gingko Nuts)  - 6分57秒
5. タイム・ストリーム (Time Stream)  - 6分59秒
6. サン・オブ・ロード・タイム (Son of Road Time)  - 6分13秒

## 演奏メンバー
- スティーヴン・ハフステッター (Steven Huffsteter)  - トランペット
- ボビー・シュー (Bobby Shew)  - トランペット
- マイク・プライス (Mike Price)  - トランペット
- ラリー・フォード (Larry Ford)  - トランペット
- ビル・ライケンバック (Bill Reichenbach)  - トロンボーン
- ランディ・オルドクラフト (Randy Aldcroft)  - トロンボーン
- リック・カルヴァー (Rick Culver)  - トロンボーン
- フィル・ティール (Phil Teele)  - バストロンボーン
- ゲイリー・フォスター (Gary Foster)  - アルトサックス
- ディック・スペンサー (Dick Spencer)  - アルトサックス
- ルー・タバキン (Lew Tabackin)  - テナーサックス、フルート
- トム・ピーターソン (Tom Peterson)  - テナーサックス
- ビル・バーン (Bill Byrne)  - バリトンサックス
- ピーター・ドナルド (Peter Donald)  - ドラム
- マイク・リッチモンド (Mike Richmond)  - ベース
- 穐吉敏子 - ピアノ